# Roy Rogers
Roy Rogers, właśc. Leonard Franklin Slye (ur. 5 listopada 1911 w Cincinnati, w Ohio, zm. 6 lipca 1998 w Apple Valley, w Kalifornii) – amerykański piosenkarz i aktor. Znany z ról w typie śpiewającego kowboja. Posiada trzy gwiazdy na Hollywoodzkiej Alei Gwiazd.

## Filmografia

### Filmy
- 1935: Way Up Thar jako członek zespołu
- 1936: Rhythm on the Range jako Leonard z Synami Pionierów
- 1938: Under Western Stars w roli samego siebie
- 1940: The Carson City Kid jako Carson City Kid
- 1940: Czarny oddział jako Fletch McCloud
- 1948: Kolorowe melodie (Melody Time) w roli samego siebie
- 1946: Roll on Texas Moon w roli samego siebie
- 1952: Syn Bladej Twarzy jako Roy Barton
- 1983: Hazardzista: Przygoda trwa jako pijak

### Seriale TV
- 1951: The Red Skelton Show jako stary właściciel rancza
- 1975: Wonder Woman jako J.P Hadley
- 1975: Muppet Show (The Muppet Show) w roli samego siebie